# Новые Тэуры
Новые Тэуры (рум. Tăura Nouă, Тэура-Ноуэ) — село в Сынжерейском районе Молдавии. Наряду с селом Старые Тэуры входит в состав коммуны Старые Тэуры.

## География
Село расположено на высоте 190 метров над уровнем моря.

## Население
По данным переписи населения 2004 года, в селе Тэура Ноуэ проживает 253 человека (109 мужчин, 144 женщины).
Этнический состав села:
| Национальность | Число жителей | Процентный состав |
| -------------- | ------------- | ----------------- |
| украинцы       | 127           | 50.2              |
| молдаване      | 122           | 48.22             |
| русские        | 4             | 1.58              |
| Всего          | 253           | 100%              |